# مايرون غوردون
مايرون غوردون (بالإنجليزية: Myron Gordon)‏ هو عالم وراثة أمريكي، ولد في 11 ديسمبر 1899 في روسيا، وتوفي في 12 مارس 1959.